# NGC 5891
NGC 5891 (również PGC 54491) – galaktyka spiralna (Sbc), znajdująca się w gwiazdozbiorze Wagi. Odkrył ją Francis Leavenworth 12 czerwca 1885 roku.